# Strade Bianche femenina 2021
La 7.ª edición de la Strade Bianche femenina  fue una carrera de ciclismo de un día que se celebró en Italia el 6 de marzo de 2021 en la ciudad de Siena, Italia.
La carrera hizo parte del UCI WorldTour Femenino 2021, calendario ciclístico de máximo nivel mundial, como competencia de categoría 1.WWT siendo la primera carrera de dicho circuito ante la cancelación de la edición 2021 de la Cadel Evans Great Ocean Road Race Women debido a la pandemia de COVID-19 en Australia. La vencedora fue la neerlandesa Chantal van den Broek-Blaak del SD Worx. Completaron el podio, como segunda y tercera clasificada respectivamente, la italiana Elisa Longo Borghini del Trek-Segafredo y la también neerlandesa, y compañera de equipo de la ganadora, Anna van der Breggen.

## Recorrido
La carrera inició y terminó en la ciudad de Siena con un recorrido realizado en su totalidad en el sur de la provincia de Siena, en la Toscana. La carrera es especialmente conocida por sus caminos de tierra blanca (strade bianche o sterrati).
En total, fueron 31,6 kilómetros los que, divididos en ocho sectores cubiertos de gravilla (sterrati) que representaban una distancia realmente llamativa para una carrera disputada sobre una distancia total de 136 kilómetros.
La carrera terminó como en años anteriores en la famosa Piazza del Campo de Siena, después de una estrecha ascensión adoquinada en la Via Santa Caterina, en el corazón de la ciudad medieval, con tramos de hasta el 16% de pendiente.
Sectores de caminos de tierra:
| Número | Nombre                | Ubicación           | Longitud (m) | Categoría     |
| ------ | --------------------- | ------------------- | ------------ | ------------- |
| 1      | Vidritta              | km 17,6 - km 19,7   | 2100         | *             |
| 2      | Bagnaia               | km 25 - km 30,8     | 5800         | *             |
| 3      | Radi                  | km 36,9 - km 41,3   | 4400         | * · * · *     |
| 4      | Str. Comune di Murlo  | km 38,5 - km 44     | 5500         | *             |
| 5      | San Martino in Grania | km 67,5 - km 77     | 9500         | * · * · *     |
| 6      | Monteaperti           | km 111,3 - km 112,1 | 800          | *             |
| 7      | Colle Pinzuto         | km 116,6 - km 119   | 2400         | * · * · * · * |
| 8      | Le Tolfe              | km 123,0 - km 124,1 | 1100         | * · * · *     |

## Equipos participantes
Tomaron parte en la carrera 23 equipos de los cuales 9 fueron equipos de categoría UCI Women's Team y 14 UCI Team Femenino. Los equipos participantes fueron:
| translation for headoftableIII_translate index 58 not found (9)- Alé BTC Ljubljana - Team BikeExchange - Canyon-SRAM Racing - Team DSM - FDJ-Nouvelle Aquitaine-Futuroscope - Liv Racing - Movistar Team - SD Worx - Trek-Segafredo UCI Women's continental teams (2)- Ceratizit-WNT Pro Cycling - Team Tibco-Silicon Valley Bank Unknown team category (12)- A.R. Monex - Aromitalia-Basso Bikes-Vaiano - BePink - Born To Win-G20-Ambedo - Isolmant-Premac-Vittoria - Jumbo-Visma - Lotto Soudal Ladies - Massi Tactic - Parkhotel Valkenburg - Servetto-Makhymo-Beltrami TSA - Top Girls Fassa Bortolo - Valcar-Travel & Service |
| |

## Clasificaciones finales
Las clasificaciones finalizaron de la siguiente forma:

### Clasificación general
| \| Clasificación general \| Clasificación general \| Clasificación general \| Clasificación general \| Clasificación general \| \| Ciclista \| Ciclista \| Equipo \| Tiempo \| \| \| --------------------- \| --------------------------- \| ---------------------------------- \| --------------------- \| --------------------- \| \| 1.ª \| Chantal van den Broek-Blaak \| SD Worx \| 3 h 54 min 40 s \| \| \| 2.ª \| Elisa Longo Borghini \| Trek-Segafredo \| + 7 s \| \| \| 3.ª \| Anna van der Breggen \| SD Worx \| + 9 s \| \| \| 4.ª \| Annemiek van Vleuten \| Movistar Team \| + 11 s \| \| \| 5.ª \| Cecilie Uttrup Ludwig \| FDJ-Nouvelle Aquitaine-Futuroscope \| + 11 s \| \| \| 6.ª \| Demi Vollering \| SD Worx \| + 11 s \| \| \| 7.ª \| Marianne Vos \| Jumbo-Visma Women Team \| + 23 s \| \| \| 8.ª \| Marta Cavalli \| FDJ-Nouvelle Aquitaine-Futuroscope \| + 27 s \| \| \| 9.ª \| Katarzyna Niewiadoma \| Canyon-SRAM Racing \| + 30 s \| \| \| 10.ª \| Ellen van Dijk \| Trek-Segafredo \| + 32 s \| \| |                             |                                    |                 |
| |                             |                                    |                 |
| Fuentes: ProCyclingStats Cycling Quotient |                             |                                    |                 |
| Clasificación general |                             |                                    |                 |
| Ciclista | Ciclista                    | Equipo                             | Tiempo          |
| 1.ª | Chantal van den Broek-Blaak | SD Worx                            | 3 h 54 min 40 s |
| 2.ª | Elisa Longo Borghini        | Trek-Segafredo                     | + 7 s           |
| 3.ª | Anna van der Breggen        | SD Worx                            | + 9 s           |
| 4.ª | Annemiek van Vleuten        | Movistar Team                      | + 11 s          |
| 5.ª | Cecilie Uttrup Ludwig       | FDJ-Nouvelle Aquitaine-Futuroscope | + 11 s          |
| 6.ª | Demi Vollering              | SD Worx                            | + 11 s          |
| 7.ª | Marianne Vos                | Jumbo-Visma Women Team             | + 23 s          |
| 8.ª | Marta Cavalli               | FDJ-Nouvelle Aquitaine-Futuroscope | + 27 s          |
| 9.ª | Katarzyna Niewiadoma        | Canyon-SRAM Racing                 | + 30 s          |
| 10.ª | Ellen van Dijk              | Trek-Segafredo                     | + 32 s          |

## Ciclistas participantes y posiciones finales
Convenciones:
- AB: Abandonó
- FLT: Retiro por llegada fuera del límite de tiempo
- NTS: No tomó la salida
- DES: Descalificada o expulsada

## UCI World Ranking
La Strade Bianche femenina otorgó puntos para el UCI World Ranking Femenino y el UCI WorldTour Femenino para corredoras de los equipos en las categorías UCI WorldTeam Femenino y Continental Femenino. Las siguientes tablas muestran el baremo de puntuación y las 10 corredoras que obtuvieron más puntos:
| Posición   | 1.ª | 2.ª | 3.ª | 4.ª | 5.ª | 6.ª | 7.ª | 8.ª | 9.ª | 10.ª | 11.ª | 12.ª | 13.ª | 14.ª | 15.ª | 16.ª-20.ª | 21.ª-30.ª | 31.ª-40.ª |
| Puntuación | 400 | 320 | 260 | 220 | 180 | 140 | 120 | 100 | 80  | 68   | 56   | 48   | 40   | 32   | 28   | 24        | 16        | 8         |

| Clasificación |                             |                                    |        |
| Posición      | Ciclista                    | Equipo                             | Puntos |
| ------------- | --------------------------- | ---------------------------------- | ------ |
| 1.ª           | Chantal van den Broek-Blaak | SD Worx                            | 400    |
| 2.ª           | Elisa Longo Borghini        | Trek-Segafredo                     | 320    |
| 3.ª           | Anna van der Breggen        | SD Worx                            | 260    |
| 4.ª           | Annemiek van Vleuten        | Movistar                           | 220    |
| 5.ª           | Cecilie Uttrup Ludwig       | FDJ Nouvelle Aquitaine Futuroscope | 180    |
| 6.ª           | Demi Vollering              | SD Worx                            | 140    |
| 7.ª           | Marianne Vos                | Jumbo-Visma                        | 120    |
| 8.ª           | Marta Cavalli               | FDJ Nouvelle Aquitaine Futuroscope | 100    |
| 9.ª           | Katarzyna Niewiadoma        | Canyon SRAM Racing                 | 80     |
| 10.ª          | Ellen van Dijk              | Trek-Segafredo                     | 68     |